# مارتسل زیبرگ
مارتسل زیبرگ (انگلیسی: Marcel Sieberg؛ زادهٔ ۳۰ آوریل ۱۹۸۲) دوچرخه‌سوار اهل آلمان است.
از باشگاه‌هایی که در آن بازی کرده‌است می‌توان به تیم لوتو–سودال، تیم میلرام، و اچ‌تی‌سی-هایرود اشاره کرد.